# Im Dulbaum bei Alsbach
Im Dulbaum bei Alsbach ist ein Naturschutzgebiet in der Gemarkung Alsbach, Gemeinde Alsbach-Hähnlein im Landkreis Darmstadt-Dieburg in Südhessen. Es wurde am 3. November 1992 einstweilig sichergestellt und mit Verordnung vom 25. November 1994 als Naturschutzgebiet ausgewiesen. Seit 16. Januar 2008 ist es gleichzeitig als Natura2000-Gebiet „Im Dulbaum bei Alsbach“ (FFH-Gebiet 6217-303) geschützt.

## Lage
Das Naturschutzgebiet liegt im Naturraum Seeheimer Rinne in der Hessischen Rheinebene nordwestlich von Alsbach. Es umfasst eine Fläche von 9,217 Hektar. Direkt im Osten grenzt die Rastanlage Alsbach der Bundesautobahn 5 an, ansonsten wird es von landwirtschaftlich intensiv genutzten Flächen umgeben.

## Schutzzweck
Durch die Unterschutzstellung sollen die seltenen Sandrasen und Halbtrockenrasen erhalten werden. Die kalkhaltigen Flugsande und wärmeliebenden Heckensäume sind Lebensräume für zahlreiche gefährdete Pflanzen- und Tierarten. Als Pflegeziele sind die Sandflächen offen zu halten und die landwirtschaftliche Nutzung zu extensivieren. Die Fläche ist als Trittstein der Biotopvernetzung von Kalk-Flugstand-Standorten an der hessischen Bergstraße und der nördlichen Oberrheinebene zu sichern.

## Beschreibung
Das Schutzgebiet „Im Dulbaum bei Alsbach“ gehört zu dem etwa 10 Kilometer breiten Gürtel von Flugsanddünen in der Rheinebene zwischen Darmstadt und Rastatt. Es ist eine ehemalige Sandgrube, die stellenweise mit Gehölzen rekultiviert wurde. Teilflächen wurden bis 1992 ackerbaulich genutzt, seit etwa 2000 werden die Flächen extensiv mit Schafen beweidet.

## Flora und Fauna
Im Gebiet kommen die Lebensraumtypen „Trockene, kalkreiche Sandrasen“ und kleinflächig auch „Subpannonische Steppenrasen“ vor. Bemerkenswerte Pflanzenarten sind Sand-Radmelde, Sand-Sommerwurz, Sand-Thymian, Blaugrünes Schillergras, Acker-Schwarzkümmel, Haar-Pfriemengras, Bocks-Riemenzunge und Sand-Silberscharte.
Von den wärmeliebenden Tierarten im Gebiet werden Zauneidechse, Blauflügelige Ödlandschrecke, Westliche Beißschrecke und Gemeine Heideschnecke genannt.

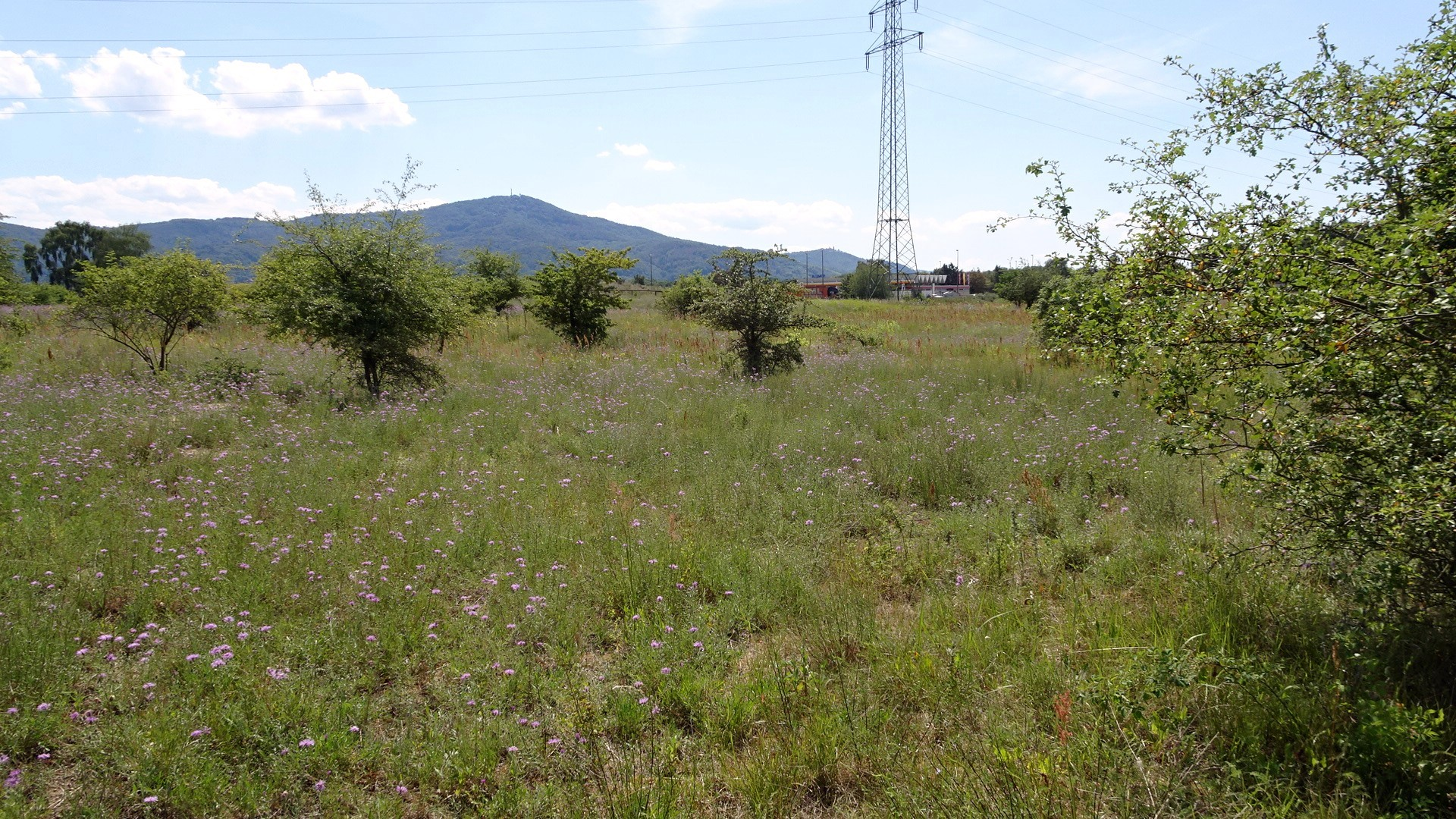
Sandrasen von Nordwesten, im Hintergrund erhebt sich der Melibokus (2020)
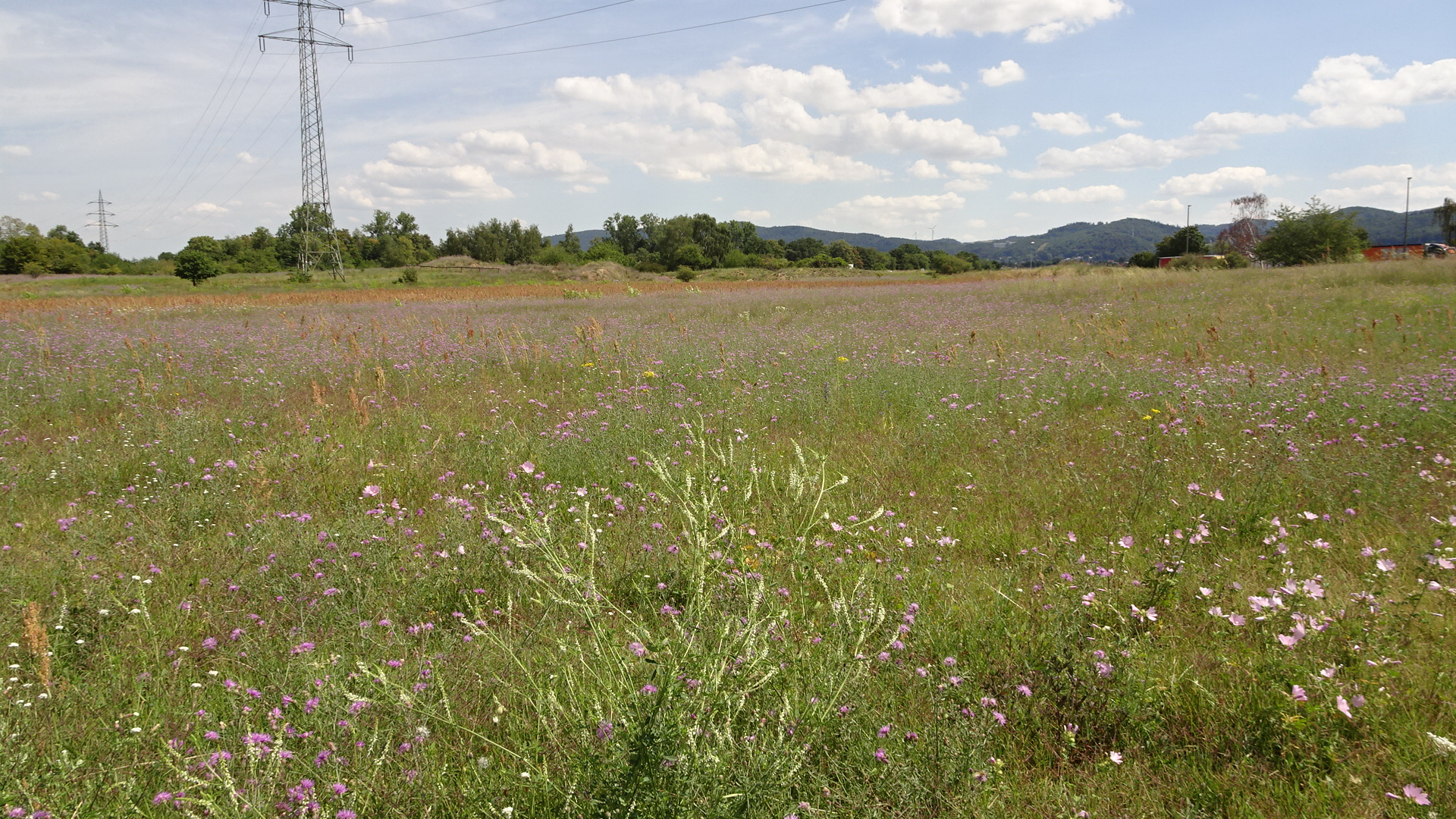
Blühende Sandrasen von Westen (2020)
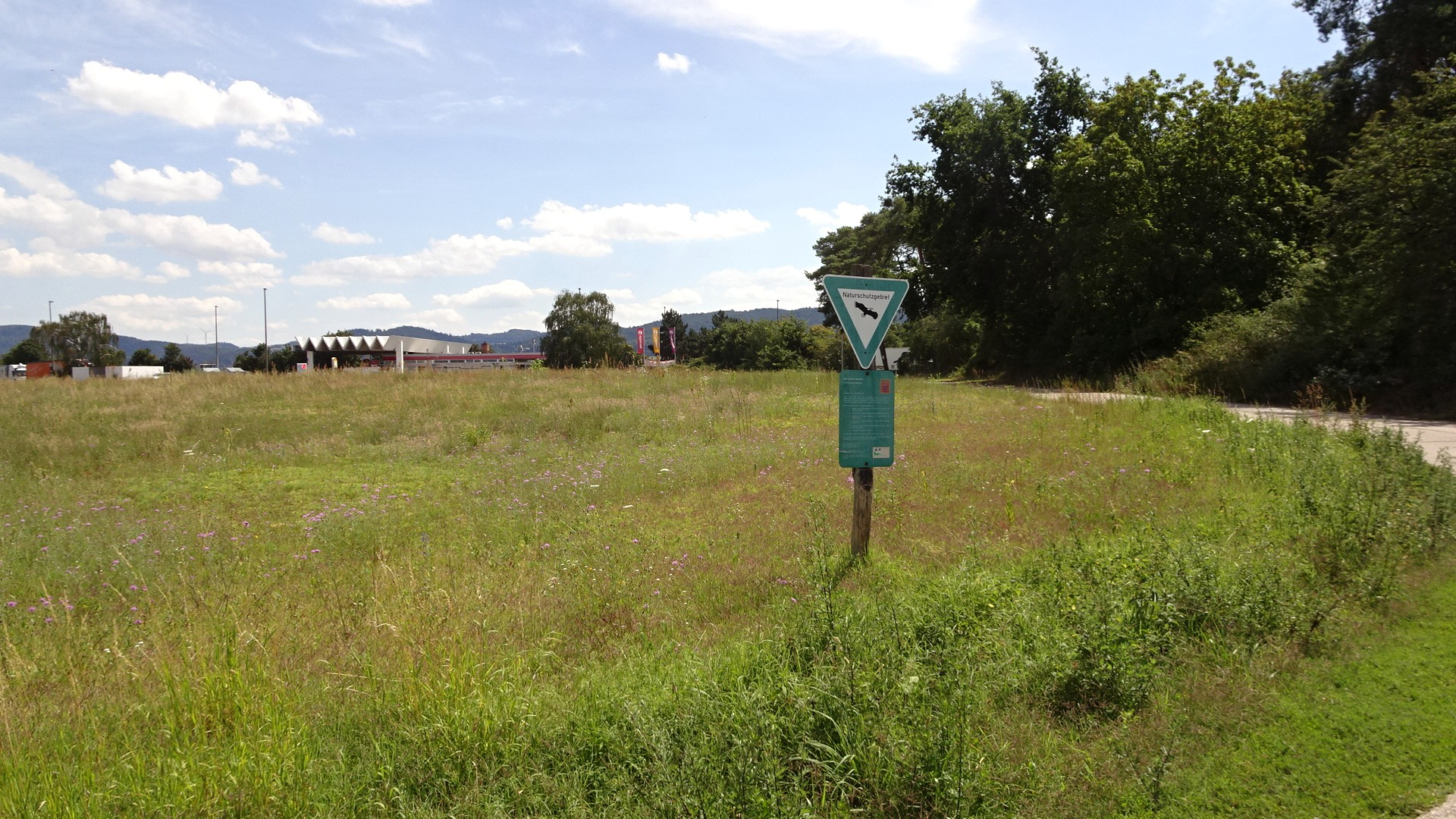
Naturschutzgebiet mit Autobahnraststätte, Sandrasen und Waldbereich (2020)

## Beeinträchtigungen
Aus den angrenzenden Äckern kommt es zum Eintrag von Nährstoffen und Pestiziden. Verschmutzungen und Nährstoffeintrag erfolgen auch durch die Autobahnrastanlage, daher wurde 2014 im südlichen Bereich ein Zaun gezogen. Als gebietsfremder Neophyt breitet sich der Götterbaum im mittleren, bewaldeten Teil des Schutzgebietes unter der Hochspannungsleitung aus.